# Salvan
Salvan är en ort och kommun i distriktet Saint-Maurice i kantonen Valais, Schweiz. Kommunen har 1 483 invånare (2023).
I kommunen finns också byn Les Marécottes.